# Matthias Winkler

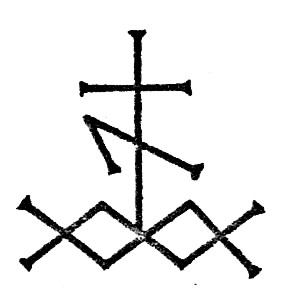
Steinmetzzeichen Matthias Winkler

Matthias Winkler (* um 1682 in Kühnring bei Eggenburg, Niederösterreich; † 1753 in Wien) war ein österreichischer Steinmetzmeister und Bildhauer des Barock, Kaiserlicher Hofsteinmetzmeister, Obervorsteher der Wiener Bauhütte und Dombaumeister zu St. Stephan.
Die Verwandtschaft mit Steinmetzmeister Joseph Winkler ist sicher, aber noch nicht näher erforscht. 1665 geboren, heiratete dieser (in zweiter Ehe?) in den kaiserlichen Steinbruch am Leithaberg und übte dort 13 Jahre das Richteramt aus.

## Leben

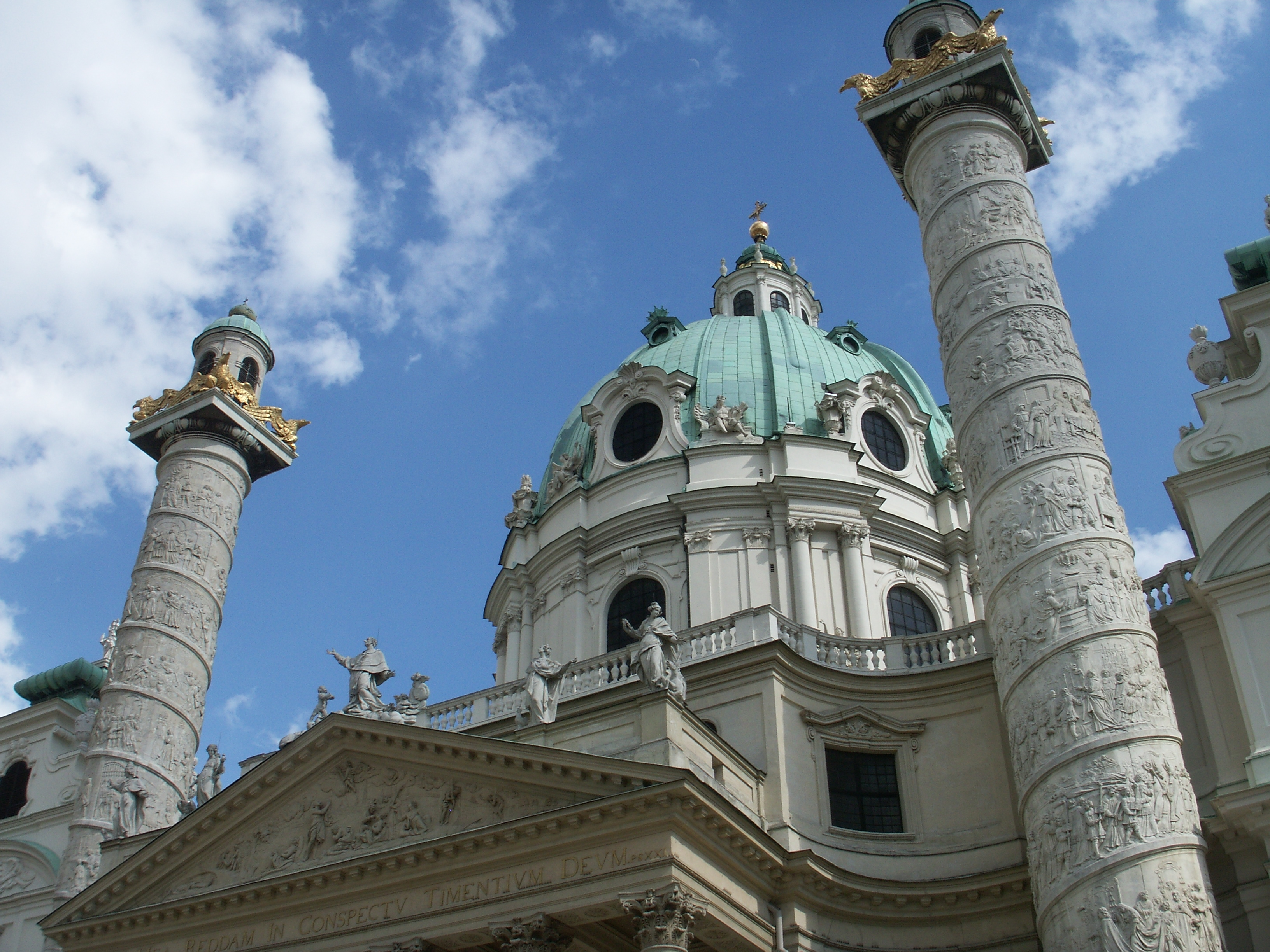
Karlskirche (Details mit Säulen, Giebelrelief)

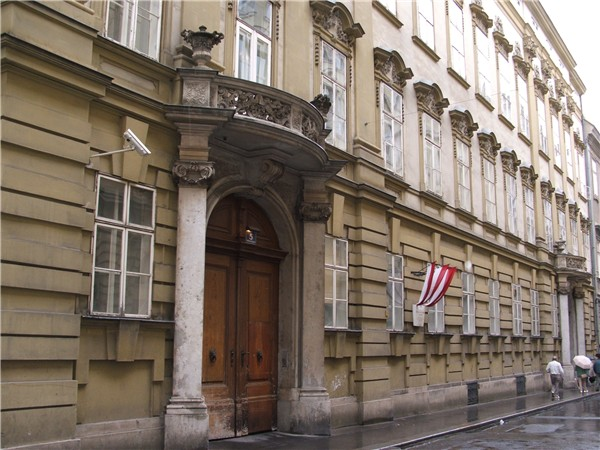
Palais Questenberg-Kaunitz

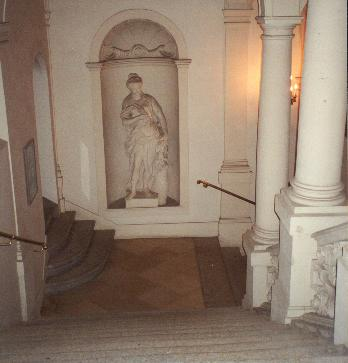
Prunktreppe, Stufen Kaiserstein

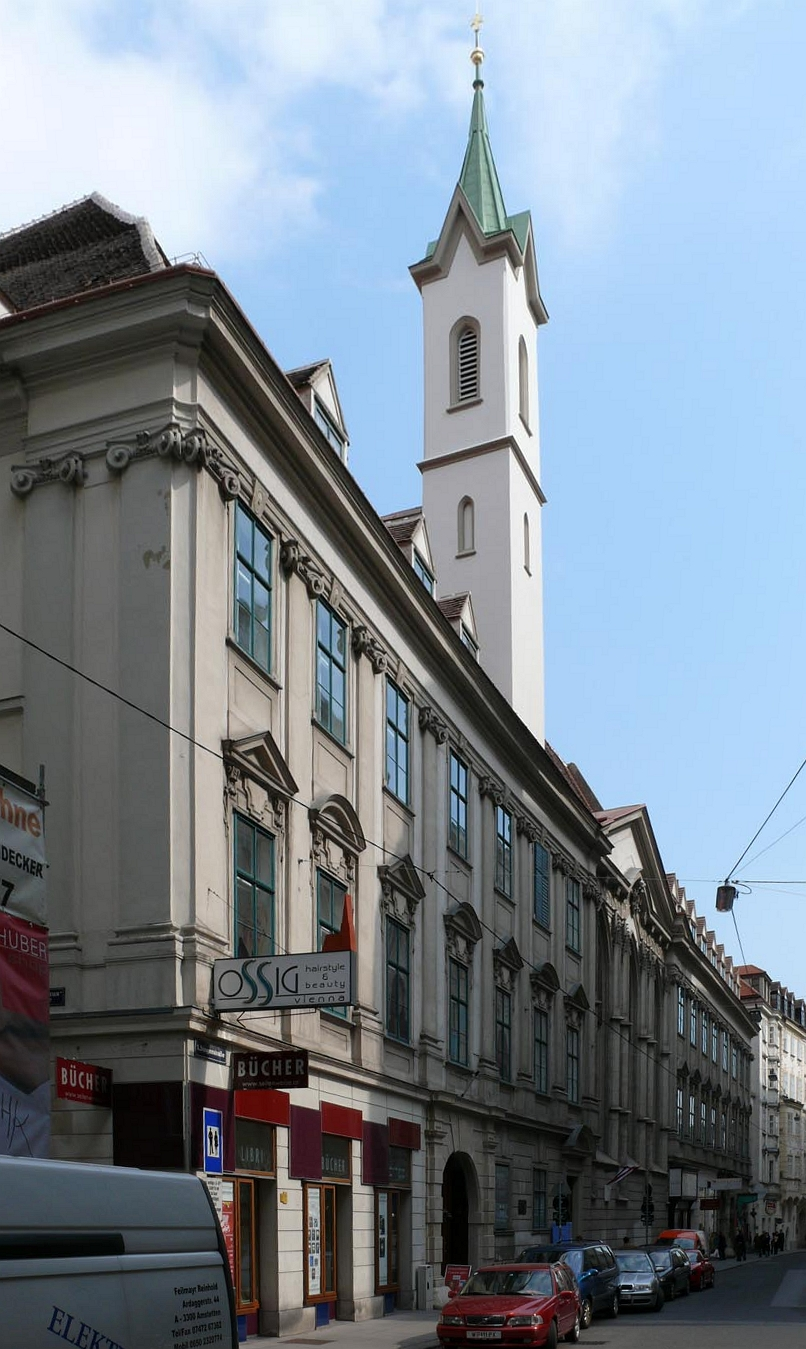
Deutschordenskirche

Dombaumeister Veith Steinböck nahm am 1. Juli 1696 den Knaben Matthias zum Lehrling auf und sprach ihn am 21. September 1701 vor offener Lade zum Gesellen und Bruder frei.
Am 15. Mai 1715 wurde ihm, gemeinsam mit seinem Mitmeister Leopold Kämbl, das Bürgerrecht von Wien verliehen. Er logierte gegenüber dem „Weißen Ochsen“, dem Einkehrwirtshaus der Raaber Kaufleute. (heute Fleischmarkt – Dominikanerbastei)
Im Jahre 1731 starben seine Söhne Jacob Anton, 3½ Jahre, und Johann Jacob 5½ Jahre alt. Am 24. Dezember 1738 verlor er Tochter Maria Franziska mit 7 Jahren. Als Wohnsitz wurde das „Steinmetzische Haus“, auf dem alten Fleischmarkt angegeben.

## Wiener Karlskirche
Item dem Matthias Winkler Steinmetzmeister allhier, wegen erfolgten Steinmetz Steinen über 1716 bis 1717 laut Rechnung a conto bezahlte 300 fl, ferner in Abschlag kraft dessen Quittung Nr. 129 geben einhundert Gulden. Die Rechnungen des kaiserlichen Hofbauamtes über ausständige Geldbeträge dokumentieren die Zusammenarbeit der Meister Elias Hügel aus Kaisersteinbruch und dem Wiener Meister Matthias Winkler zumindest bis 1729.

## Palais Questenberg-Kaunitz
Das Palais in der Wiener Innenstadt, Johannesgasse 5, wurde in drei Etappen errichtet, 1718–1724 wurde der Hintertrakt gebaut, durch Franz Jänggl, Steinmetzauftrag für Meister Matthias Winkler aus Wien, mit familiären Beziehungen zu Eggenburg und Kaisersteinbruch. Winkler lieferte laut Rechnung Freipfeiler, einen Pilaster, alle mit Kapitellen und für den hinteren Trakt des großen Hofes bestimmt, einen Pfeiler in die Wagenremise, Fensterrahmungen und Gesimse des ersten Obergeschoßes, Kamine, Schornsteine, Erker und Treppenstufen zu einer Schneckenstiege.

## Hofsteinmetzmeister
Nach dem Tod des Johann Carl Trumler erhielt Matthias Winkler den Titel Hof-Steinmetzmeister und übernahm auch dessen Amt als einer der vier Geschworenen Bau- und Werkmeister, die jedes Mal zu den Hof-Schatzung und Beschauungen gebraucht wurden. 

## Deutschordenskirche St. Elisabeth
Der Hofsteinmetz legte dem Deutschen Orden Rechnung und Quittung vom 23. April 1721 über Steinmetzarbeiten im Betrage von 1539 fl 6½ Kreuzer vor. Er fertigte in der Deutschordenskirche St. Elisabeth Türfassungen, Pfeiler, Gesimse, Kapitelle, Sockel für Statuen und die Brüstung der Fenster und Oratorien. Der Bildhauer und Stuckateur Giovanni Antonio Canevale fertigte 1720/1721 für Matthias Winkler 20 Kapitelle für die Deutschordenskirche.

## Oberzechmeister der Wiener Bauhütte
Die Innungsbücher des Jahres 1721 dokumentieren ihn als Obervorsteher. Aus der Gemeinschaft der Meister, der Zeche im engeren Sinne, wurde alljährlich um den 21. Dezember die Wahl des Ober- und Unterzechmeisters vorgenommen. Manchmal wurde der Oberzechmeister auch Zechvater genannt. Er stand dem ganzen Handwerk vor. Die Wahl wurde auf dem Rathaus durchgeführt. Dort „resignierte“ der Oberzechmeister nach Handwerksbrauch sein Oberzechamt nach abgelaufener Amtsperiode. Danach schritt man zur Wahl neuer Zechmeister. Die Amtsgeschäfte führten die alten Zechmeister noch bis in den Jänner des folgenden Jahres weiter.
Erst mit der Rechnungslegung des alten Oberzechmeisters trat der letztere sein Amt an und übernahm die damit verbundene Verantwortung.

## Dombaumeister zu St. Stephan

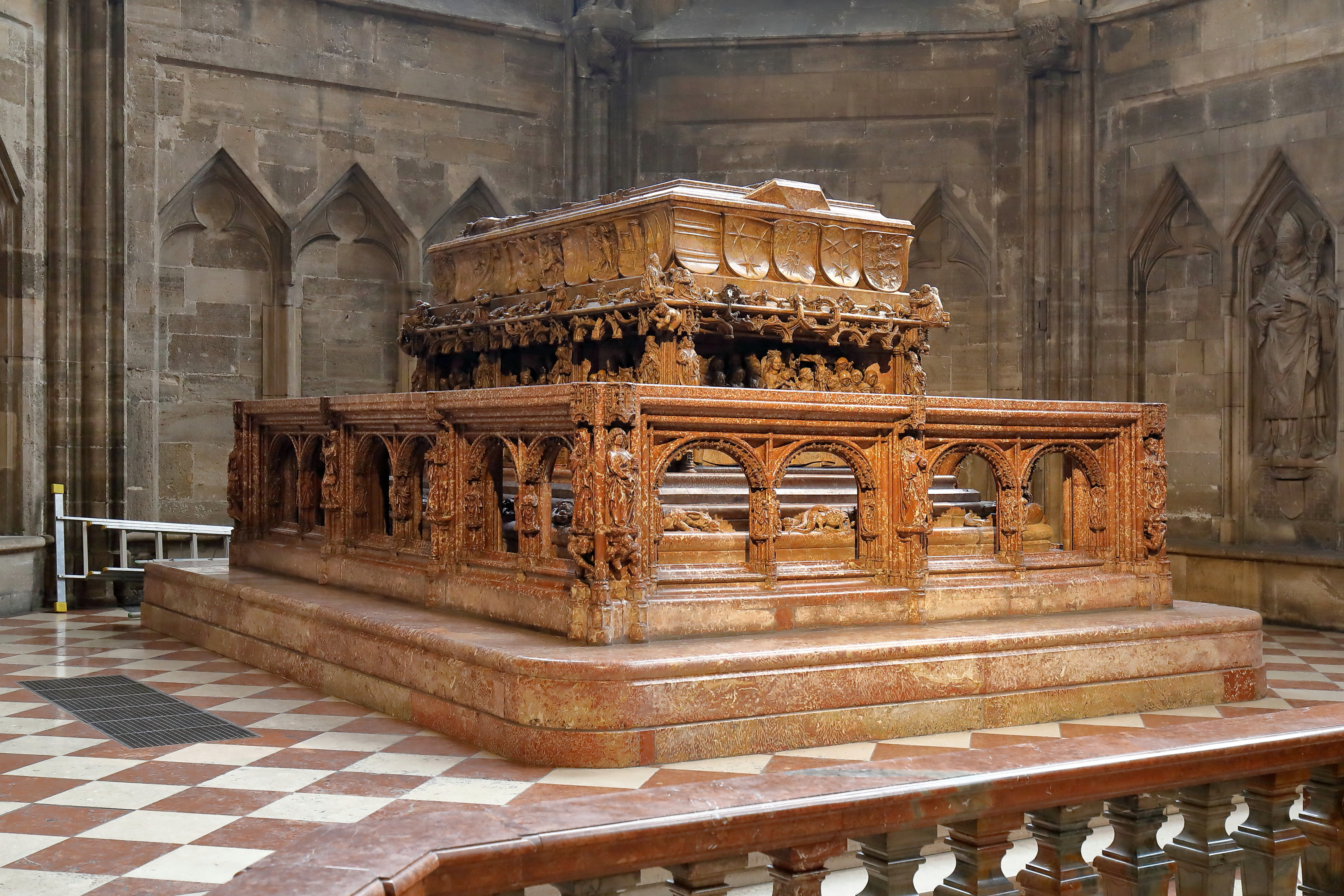
Hochgrab Friedrichs III. im Wiener Stephansdom

Nach dem Ableben von Meister Thomas Haresleben war im Bruderschaftsbuch der Haupthütte Wien zu lesen .. Anno 1733, den 20. Oktober bin ich Matthias Winkler, kayserlicher Hof- und bürgerlicher Steinmetzmeister, Paumeister wordten bey dem löblichen Domstift St. Steffan alhier zu Wien. 
Es gehörte zum Aufgabenbereich des Dombaumeisters alljährlich das Grabmal von Kaiser Friedrich III. im Dom zu reinigen. Dazu ein
Schreiben des Matthias Winkler, Dombaumeister zu St. Stephan, vom 26. August 1734 
An eine hochlöbliche Kayserliche Hofkammer
Unterthänig – gehorsamstes Bitten. Euer Hochgräfliche Exzellenz und Gnaden.
Die wegen Säuberung des glorwürdigsten KAYSERS FRIDERICI GRABS angesuchte jährliche 6 fl.

## Wiener St. Theklakirche

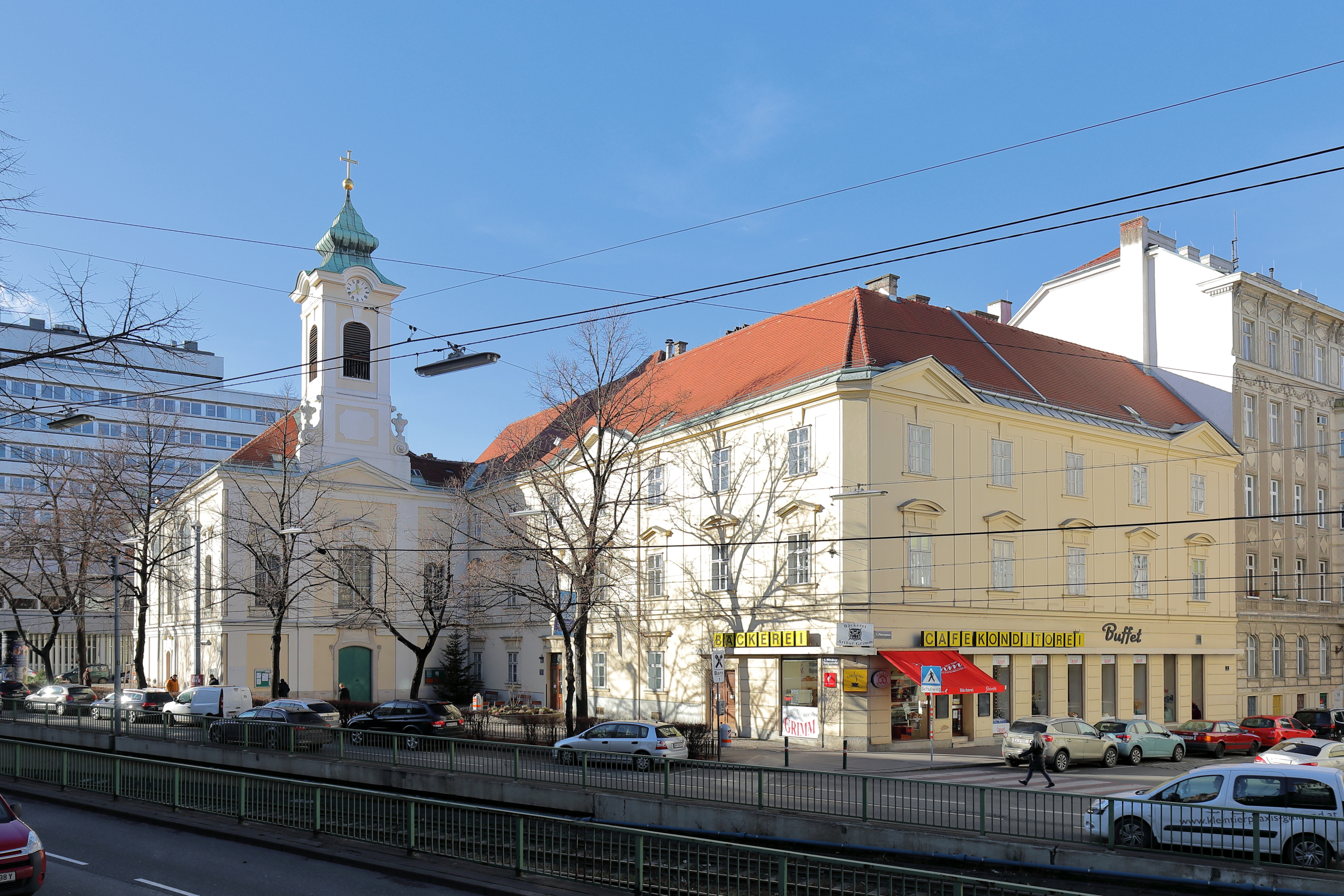
Thekla-Kirche im 4. Bezirk

Im Jahre 1752 kauften die österreichischen Piaristen an der heutigen Wiedner Hauptstraße ein Grundstück, auf dem sie ein Kollegium bauen wollten. Das bisherige Gebäude wurde alsbald abgerissen und man begann mit dem Bau des Klosters sowie der Kirche. Die Pläne zu dem Komplex lieferte der Architekt Matthias Gerl. Die Steinmetzarbeiten lieferten die Wiener Meister Matthias Winkler und nach seinem Ableben Franz Joseph Steinböck. Um 1756 war der Bau vollendet und die Kirche wurde am 26. September selben Jahres eingeweiht. 

## Archivalien
- Archiv der Stadt Brno: Palais Questenberg, Rechnung Nr. 3.
- Wiener Stadt- und Landesarchiv: Steinmetzakten, Unbehausten Bücher, IB/2/f 205 Matthias Winkler als Oberzechmeister.
- Haus, Hof- und Staatsarchiv, Staatskalender 1721.
- Hofkammerarchiv: Schreiben des Matthias Winkler, Dombaumeister.